# Knooppunt Zurich
Het Knooppunt Zurich is een Nederlands verkeersknooppunt voor de aansluiting van de autosnelweg A7 en de autoweg N31, vlak bij de Afsluitdijk in Friesland. Het knooppunt is geopend in 1976.

## Richtingen knooppunt
| Aansluitende wegen       | Aansluitende wegen | Aansluitende wegen       | Aansluitende wegen | Aansluitende wegen                                         |
| ------------------------ | ------------------ | ------------------------ | ------------------ | ---------------------------------------------------------- |
|                          |                    | Viaduct richting Zurich  |                    | richting Harlingen / Franeker / Leeuwarden / Drachten      |
|                          |                    |                          |                    |                                                            |
|                          |                    |                          |                    |                                                            |
|                          |                    |                          |                    |                                                            |
| richting Hoorn / Zaandam |                    | Houwdijk richting Makkum |                    | richting Sneek / Heerenveen / Groningen / Bad Nieuweschans |